# Camponotus dufouri
Camponotus dufouri är en myrart som beskrevs av Auguste-Henri Forel 1891. Camponotus dufouri ingår i släktet hästmyror, och familjen myror.

## Underarter
Arten delas in i följande underarter:
- C. d. dufouri
- C. d. imerinensis

## Bildgalleri

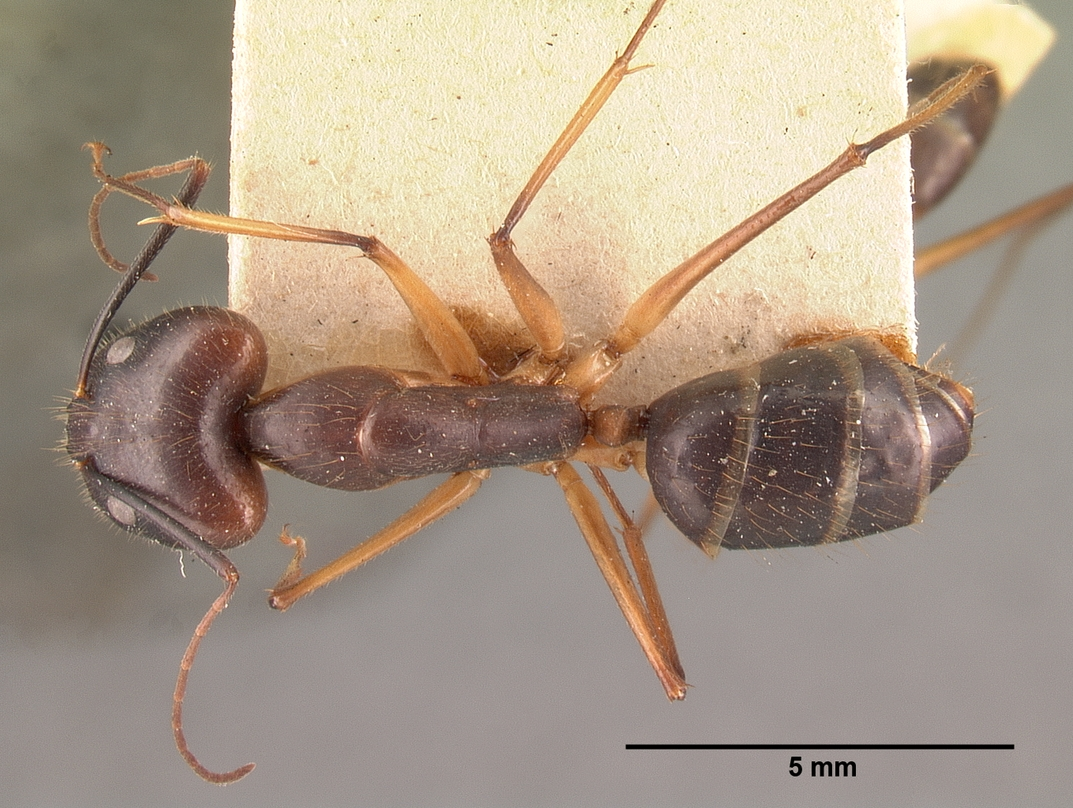
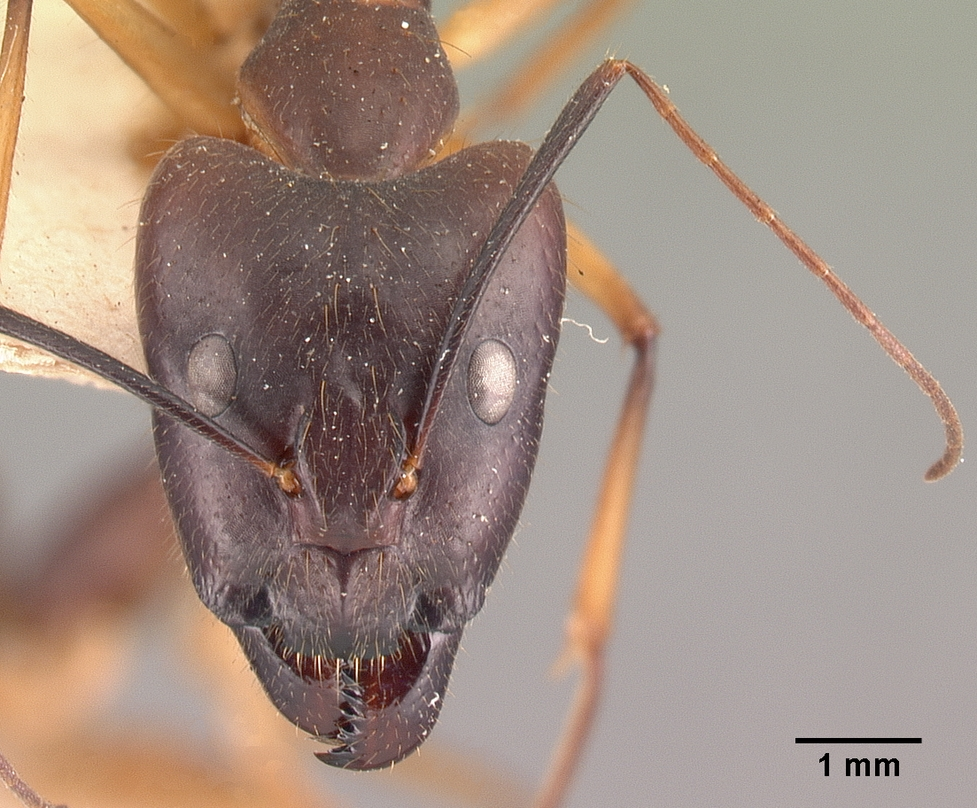
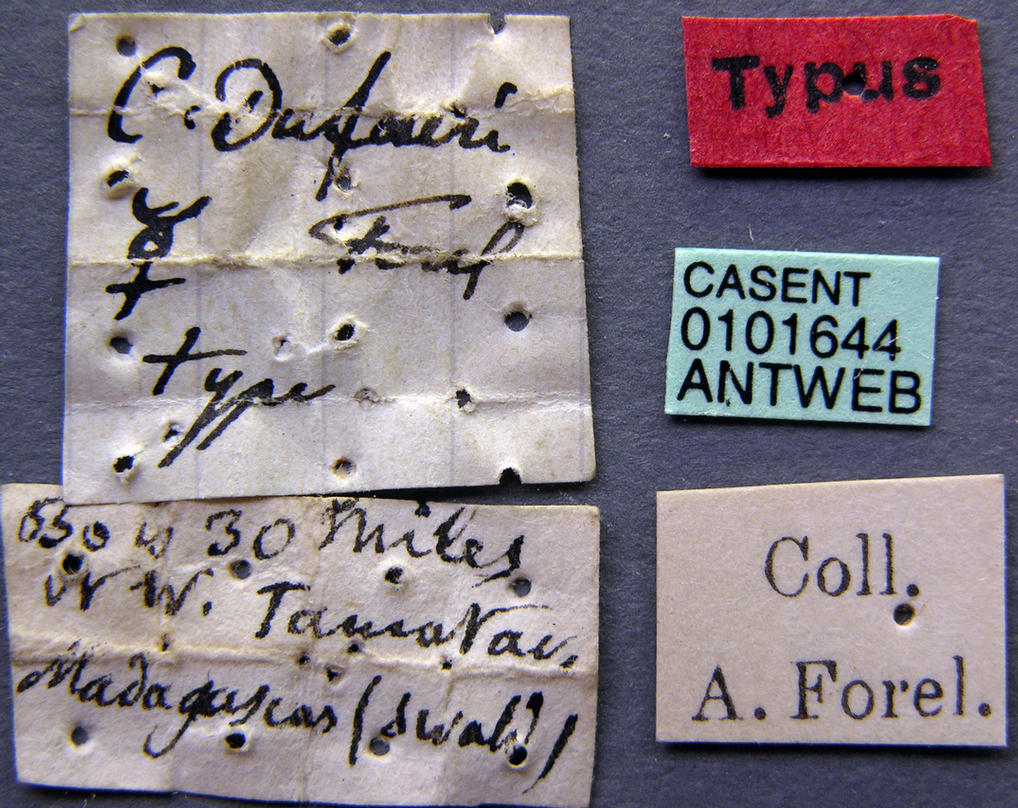
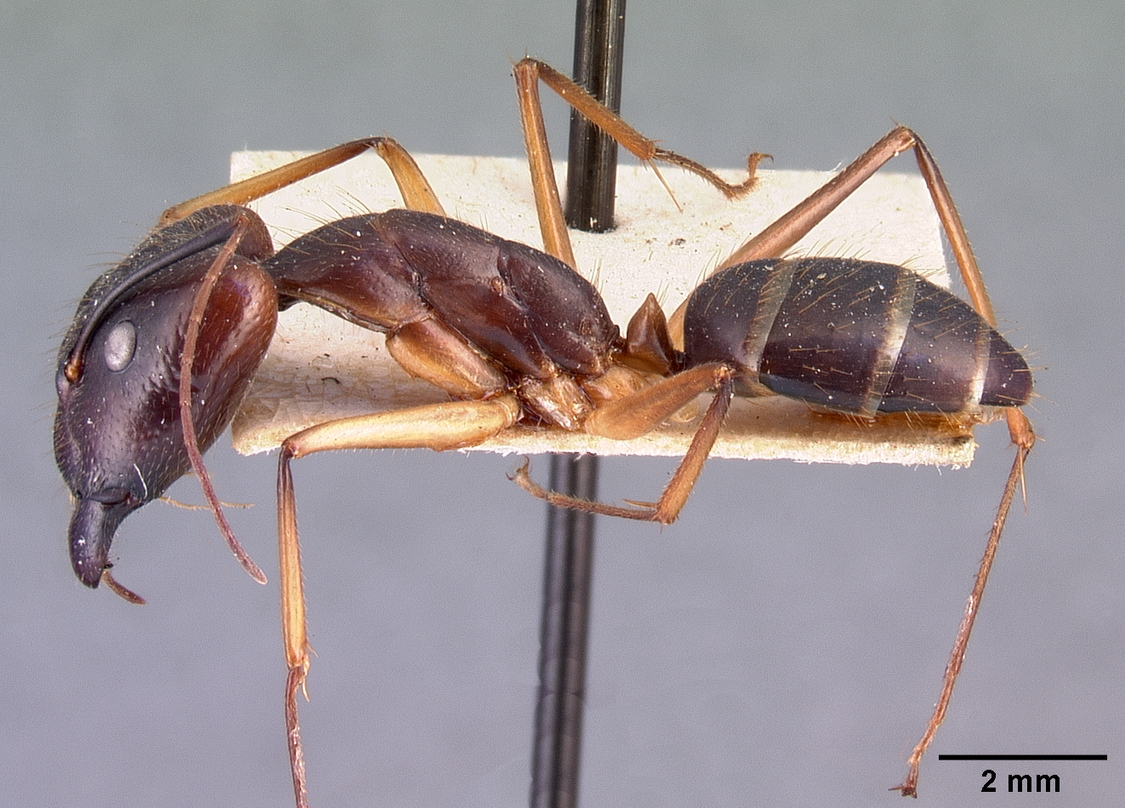
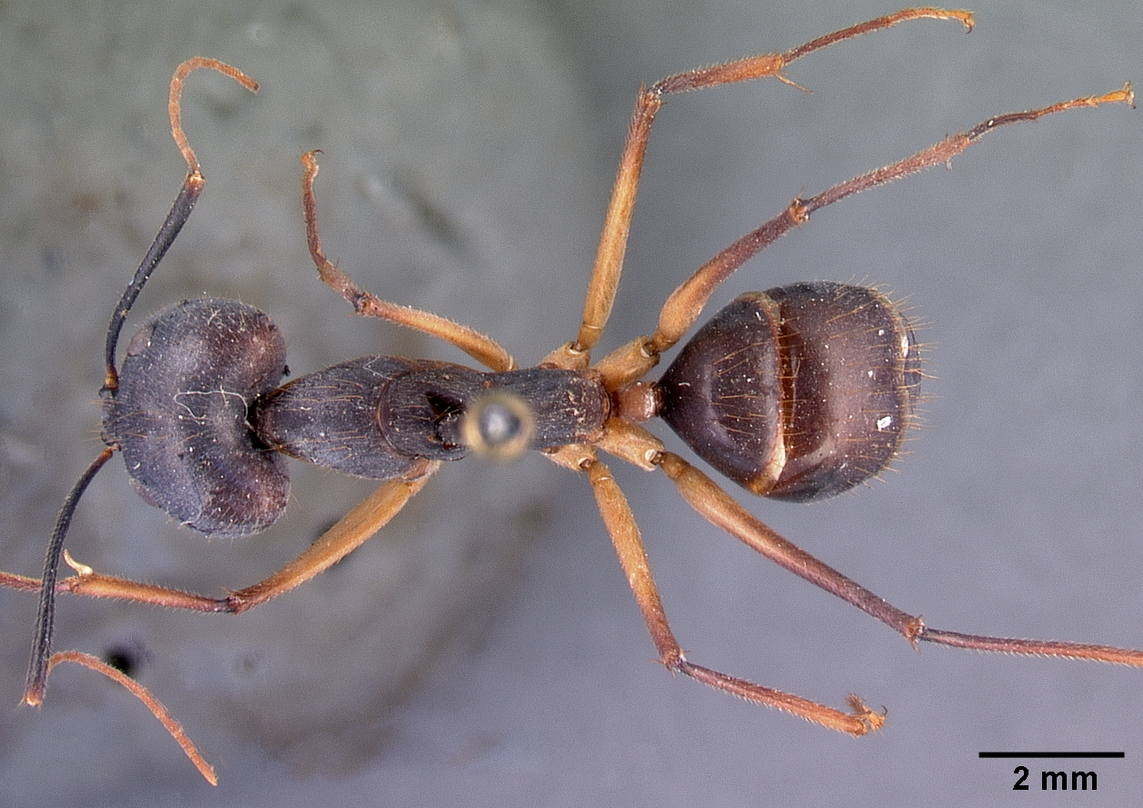
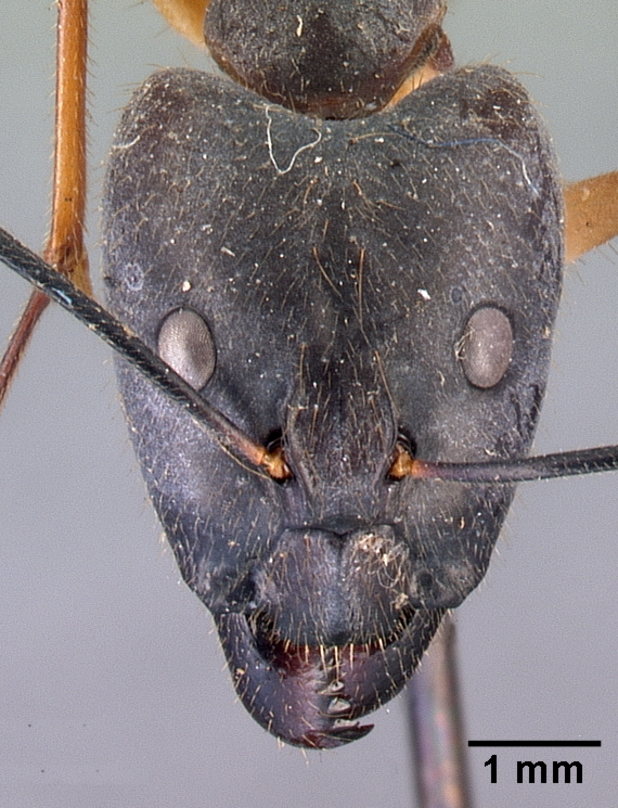